# Luka László
Luka László (románul: Vasile Luca) (Szentkatolna, 1898. június 8. – Nagyenyed, 1963. július 23.) romániai magyar politikus, pénzügyminiszter, a Román Kommunista Párt tagja.

## Élete
Nagyszebenben tanult. Az első világháborúban magyar katonaként szolgált, 1919-ben a Székely Hadosztályhoz tartozott. Az 1920-as évek elején Brassóban gyári munkásként dolgozott, és az illegális Román Kommunista Párt tagja lett. 1924-től a párt Brassó megyei főtitkáraként tevékenykedett. Az 1930-as években több ízben börtönbe került, ahonnan 1940-ben a Csernovicbe bevonuló szovjetek szabadították ki. Ettől kezdve 1944 őszéig a szovjet hadseregben volt politikai tiszt, és tagja lett az ukrajnai Legfelső Szovjetnek. 1945-ben az Országos Demokratikus Arcvonal főtitkárává választották. 1946-ban ő irányította a Magyar Népi Szövetség belső ellenzékének felszámolását.
1947. november 5-étől pénzügyminisztere lett Petru Groza többször átszervezett kabinetjének, ezzel párhuzamosan (egyedüli magyarként) a Román Kommunista Párt Politikai Bizottságába is bekerült.
1952-ben a párton belüli „tisztogatás” áldozatává vált. A Román Kommunista Pártból való kizárását a párt központi vezetőségének plenáris ülésén (május 26–27.) jelentették be. Őt tették felelőssé az iparosítási politika kudarcáért és az 1952. január 26-án bevezetett pénzügyi reform hiányosságaiért. Ezen kívül megvádolták a „kulákok” és a „kapitalisták” támogatásával, valamint a párton belüli magyar frakció felállítására irányuló törekvésekkel. Letartóztatásának időpontja nem ismeretes, a bukaresti katonai bíróság 1954. október 10-én ítélte halálra, majd az ítéletet életfogytiglani börtönbüntetésre változtatták. Luka 1963-ban halt meg a nagyenyedi börtön magánzárkájában. Lemhényben van eltemetve.
1968-ban rehabilitálták, akárcsak Lucrețiu Pătrășcanut.